# 10061 Ndolaprata
10061 Ndola prata (1988 PG1) là một tiểu hành tinh vành đai chính được phát hiện ngày 11 tháng 8 năm 1988 bởi A. J. Noymer ở Siding Spring. Nó được đặt theo tên Ndola de Jesus Veiga Prata, an Angolan medical doctor và public health expert.